# Dalian
Dalian  er en kinesisk storby. Den er den næststørste by i Liaoning-provinsen efter Shenyang. Dalian har Kinas nordligste isfrie havn og er en af Kinas mest livlige byer. Byen erden sydlige del af Liaodonghalvøen ud til Bohai-bugten og det Gule Hav.
Ved folketællingen i 2020 var den samlede befolkning 7.450.785 indbyggere, hvoraf 5.106.719 boede i det bebyggede (eller metro) område bestående af 6 ud af 7 bydistrikter, hvor Pulandian-distriktet endnu ikke er bymæssigt beliggende.
I dag er Dalian et finans-, skibsfarts- og logistikcenter for Østasien. Byen har en betydelig historie med at blive brugt af udenlandske magter til sine havne.

## Historie
Takket være sin gunstige geografiske beliggenhed var Dalian allerede en vigtig havn i det 6. århundrede. Qing-dynastiet brugte havnen som base for sin nordlige flåde, som gik tabt i den den kinesisk-japanske krig i 1894.
Gennem forpagtning kom byen under russisk styre fra 1897 til 1905 og havde også mange russiske og vest- og centraleuropæiske indbyggere. I den russiske periode blev byen kaldt Dalni (fra dalni, for langt på grund af dens placering i Fjernøsten) og var sammen med Vladivostok et af endepunkterne for Den transsibiriske jernbane.
Fra 1905 til 1945 efter den russiske-japanske krig kom havnebyen under Kejserriget Japans kontrol og blev omdøbt til Dairen. 
Efter 2. verdenskrig blev byen oprindeligt administreret i fællesskab af Kina og Sovjetunionen og vendte tilbage til Kina i 1955.
Byen oplevede et økonomisk opsving ved anlægglsen af den Kinesiske Østjernbane gennem det nordlige Harbin og anlæggelsen af en forbindelseslinje.
I 1950 blev den fusioneret med Lüshunkou (forældet: Lüshun eller Port Arthur) og Jinzhou for at danne Lǚdà, som blev omdøbt til Dalian i 1981.

## Administrative enheder
Den subprovinsielle by Dalian har jurisdiktion over 6 distrikter (区 qū), 3 byamter (市 shì) og et amt (县 xiàn), Changhai (长海县), som udelukkende består af øer.
| Kort             | Kort       | Kort     | Kort           | Kort                   | Kort        | Kort      |
| ---------------- | ---------- | -------- | -------------- | ---------------------- | ----------- | --------- |
| Kort over Dalian |            |          |                |                        |             |           |
| #                | Navn       | Hanzi    | Pinyin         | Befolkning (2007 est.) | Areal (km²) | Indb./km² |
| Distrikter       |            |          |                |                        |             |           |
| 1                | Xigang     | 西岗区   | Xīgǎng Qū      | 307.000                | 26          | 11.808    |
| 2                | Zhongshan  | 中山区   | Zhōngshān Qū   | 354.000                | 43          | 8.233     |
| 3                | Shahekou   | 沙河口区 | Shākékǒu Qū    | 643.000                | 49          | 13.122    |
| 4                | Ganjingzi  | 甘井子区 | Gānjǐngzi Qū   | 704.000                | 491         | 1.434     |
| 5                | Lüshunkou  | 旅顺口区 | Lǚshùnkǒu Qū   | 209.000                | 506         | 413       |
| 6                | Jinzhou    | 金州区   | Jīnzhōu Qū     | 717.000                | 1.390       | 516       |
| Byamter          |            |          |                |                        |             |           |
| 7                | Wafangdian | 瓦房店市 | Wǎfángdiàn Shì | 1.025.000              | 3.791       | 270       |
| 8                | Pulandian  | 普兰店市 | Pǔlándiàn Shì  | 827.000                | 2.923       | 283       |
| 9                | Zhuanghe   | 庄河市   | Zhuānghé Shì   | 921.000                | 3.900       | 236       |
| Amt              |            |          |                |                        |             |           |
| 10               | Changhai   | 长海县   | Chánghǎi Xiàn  | 74.000                 | 119         | 622       |

## Klima
| Vejr for Dalian                   | Vejr for Dalian | Vejr for Dalian | Vejr for Dalian | Vejr for Dalian | Vejr for Dalian | Vejr for Dalian | Vejr for Dalian | Vejr for Dalian | Vejr for Dalian | Vejr for Dalian | Vejr for Dalian | Vejr for Dalian | Vejr for Dalian |
|                                   | Jan             | Feb             | Mar             | Apr             | Maj             | Jun             | Jul             | Aug             | Sep             | Okt             | Nov             | Dec             | År              |
| --------------------------------- | --------------- | --------------- | --------------- | --------------- | --------------- | --------------- | --------------- | --------------- | --------------- | --------------- | --------------- | --------------- | --------------- |
| Gennemsnitlig maks °C             | −0,4            | 1,4             | 7,2             | 14,6            | 20,2            | 24,2            | 26,6            | 27,3            | 23,9            | 17,5            | 9,7             | 3,1             | 14,6            |
| Gennemsnitlig min °C              | −6,8            | −5              | 0,2             | 6,6             | 12,2            | 17,2            | 21              | 21,6            | 17,4            | 10,6            | 2,8             | −3,5            | 7,9             |
| Gennemsnitlig nedbør mm           | 9               | 6               | 12              | 25              | 47              | 83              | 140             | 155             | 65              | 29              | 20              | 11              | 602             |
| Kilde (27. februar 2019): TurVejr |                 |                 |                 |                 |                 |                 |                 |                 |                 |                 |                 |                 |                 |

## Trafik
Kinas rigsvej 201 ender i Dalian. Den begynder i Hegang i provinsen Heilongjiang og fører via blandt andet Mudanjiang og Dandong mod syd til Liaodonghalvøen til 
Lüshunkou.
Kinas rigsvej 202 ender også i Dalian. Den begynder i Heihe i provinsen Heilongjiang, passerer gennem Harbin og Shenyang den ender i Dalian.

## Myndigheder
Den lokale leder i Kinas kommunistiske parti er Tan Zuojun. Borgmester er Chen Shaowang, pr. 2021.

## Galleri
- Satellitfoto fra Dalian
- Dalian Jiaotong Universitet
- Castle-Hotel
- Dalian
- Xinghai Plads